# 보디 엘프만
보디 엘프먼(Bodhi Elfman, 1969년 7월 19일 ~ )은 미국의 배우, 영화 제작자, 영화 감독, 팟캐스터, 각본가이다.
로스앤젤레스에서 태어났다.

## 영화
- 싱 포 유어 서퍼 (2016년)
- 화이트호스 (2015년)
- 안젤라 라이트 (2011년) - Mr.테일러 역
- 러브 헐리우드 스타일 (2006년)
- 러브 컴즈 투 더 엑시큐셔너 (2006년)
- 펑키 멍키 (2004년)
- 콜래트럴 (2004년)
- 난폭한 여의사 (2001년)
- Sand (2000) - 맥스 역
- 식스티 세컨즈 (2000년) - 퍼지 프리젤 역
- 키핑 더 페이스 (2000년)
- 실리콘 밸리의 신화 (1999년)
- 비트 시티 (1999년)
- 슬래피와 악동들 (1998년)
- 에너미 오브 스테이트 (1998년)
- 아마겟돈 (1998년)
- 고질라 (1998년)
- 머큐리 (1998년)
- Ripple (1995) - 단편
- 흔들리는 영혼 (1994년)
- 외계인 새 엄마 (1993년)
- 메이플가의 시련 (1992, Doing Time on Maple Drive)
- 스니커즈 (1992년)
- 스텝 바이 스텝 (1991년)